# Chevrolet Silverado
Il Chevrolet Silverado è un pick-up full-size prodotto dalla casa automobilistica statunitense Chevrolet dal 1998.
Il modello deriva dal GMC Sierra, che è sul mercato dal 1975. I due modelli sono praticamente identici, tranne che per l'allestimento interno. Il Sierra è infatti più adatto per l'uso in fuoristrada. Nel 2014 ne è stata presentata la terza generazione, e poi nel 2019 la quarta.

## Il contesto
Il Silverado occupa la posizione più alta nella gamma di pick-up offerta dalla General Motors. Solo sul mercato messicano, il modello è commercializzato come Chevrolet Cheyenne.
Il termine "Silverado" venne utilizzato per la prima volta dal 1975 al 1999 per un allestimento del Chevrolet C/K e del GMC Suburban. La GMC utilizzò diverse denominazioni per chiamare le varie versioni con cui il Sierra fu commercializzato, vale a dire Sierra, High Sierra, Sierra Grande, Sierra Classic. La denominazione C/K è stata comunque utilizzata fino al 1999, sia per il Silverado che per il Sierra; la "C" (o "R" nel 1987) indicava i modelli a trazione posteriore, mentre la "K" (o "V" nel 1987) era associata ai modelli a trazione integrale. La denominazione R/V continuò ad essere utilizzata nel periodo 1988-91 per distinguere i modelli basati sulla vecchia piattaforma, che erano ancora in produzione assieme ai modelli C/K basati sul pianale T400. Sia la Chevrolet che la GMC smisero di usare la denominazione C/K nel 1999. Comunque, la Chevrolet ha continuato ad utilizzare le sigle CK e CC nei codici del modello.
Lo Chevrolet Silverado ed il GMC Sierra sono essenzialmente lo stesso modello di pick-up. Il primo, in un certo senso, è la versione base, mentre il secondo è dotato di rifiniture più lussuose. Tra un modello e l'altro sono presenti delle differenze a livello di allestimento. I primi esemplari si distinguono per l'equipaggiamento e per le motorizzazioni, mentre quelli successivi differiscono di poco.
Il Silverado è assemblato negli impianti di Oshawa, Flint, Fort Wayne, Pontiac, in Messico, in Venezuela ed in India. Il modello è offerto in versione a due, tre o quattro porte.
Silverado 1500 quarta serie è disponibile tramite importatore anche in Italia con motorizzazioni benzina 5,3 litri da 355 cv e 6,2 litri da 420 cv, anche bifuel gpl, e turbodiesel 3.0 lt Duramax .

## La prima serie: (GMT800; 1999-2007)
La prima serie di Silverado, chiamata GMT800 perché basata sull'omonimo pianale della General Motors, fu commercializzata dal 1998 per il model year 1999. I classici pick-up leggeri C/K su base GMT400 continuarono ad essere prodotti per il primo anno citato assieme ai nuovi modelli, mentre i pick-up leggeri GMT400 vennero offerti fino al 2000, con il nuovo GMT800 Silverado/Sierra HD che venne introdotto nel 2001.

### La versione Light duty
Ci sono stati diversi modelli light duty (cioè "leggeri") di Silverado e di Sierra, tra cui l'half-ton, l'SS e l'Hybrid.
I modelli light duty hanno generalmente associato il nome 1500. Sono disponibili con tre cabine differenti, vale a dire cabina corta e due porte, cabina estesa con tre o quattro porte, e cabina per il trasporto passeggeri, con due file di sedili e quattro porte incernierate anteriormente. Anche i cassoni di carico sono disponibili in tre versioni, che si differenziano per la lunghezza, cioè 1.758 mm, 1.999 mm e 2.479 mm.
Nel primo anno di commercializzazione, solo la cabina corta e quella estesa erano disponibili. Tra i motori, erano offerti solo il V6 Vortec 4300 da 4,3 L (solo sugli esemplari a cabina corta), il V8 Vortec 4800 da 4,8 L ed il V8 Vortec 5300 da 5,3 L. Nel 2000 venne aggiunta alla gamma offerta la versione a quattro porte a cabina estesa e fu potenziato il motore da 5,3 L, che ora erogava 15 CV e 441 N•m di coppia in più.
Il motore V8 Vortec 6000 da 6 L fu aggiunto nel 2001 per i modelli heavy duty (cioè "pesanti"), ed erogava 300 CV di potenza. Il GMC Sierra 1500 C3 aveva invece installato un motore più potente di 25 CV. Il Silverado Z71 possedeva delle sospensioni speciali adatte al traino, ma non il motore ad alte prestazioni. Il C3 diventò GMC Denali nel 2002.
La General Motors eseguì un restyling del Silverado/Sierra nel 2003, con una nuova calandra ed una parte posteriore rivista.
I cambi automatici a quattro rapporti furono tre (4L60E, 4L65E e 4L80E), mentre era offerto un solo cambio manuale a cinque marce.

### La GMC Sierra C3/Denali

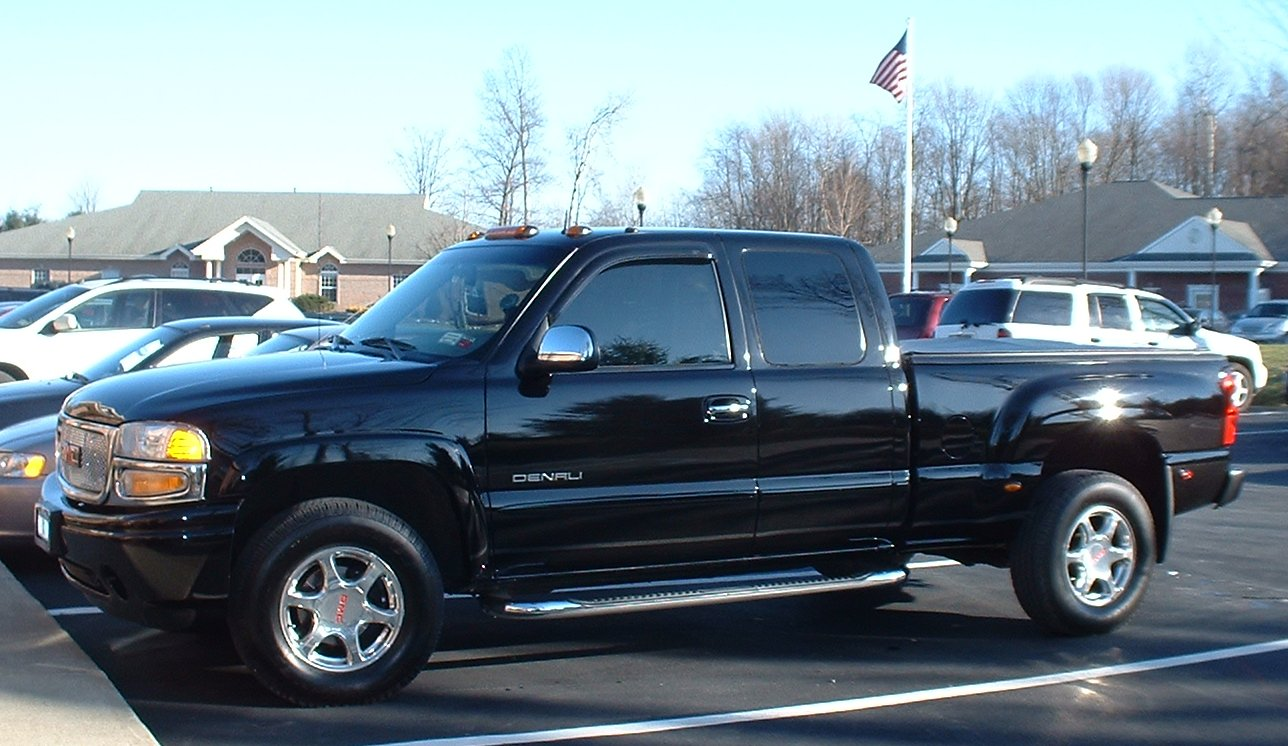
Una Sierra Denali con Quadrasteer

La GMC creò una versione a scala ingrandita della Sierra 1500 nel 2001, e la chiamò Sierra C3. Era a trazione integrale ed aveva installato un motore V8 Vortec 6000 da 6 L di cilindrata e 325 CV di potenza. Nel 2002 il nome fu cambiato in Sierra Denali, ma le specifiche tecniche rimasero essenzialmente le stesse, eccetto l'aggiunta del sistema a quattro ruote sterzanti Quadrasteer. La Denali ricevette il motore V8 Vortec 6000 HO precedentemente utilizzato sulle Silverado SS.
La Denali poteva trainare fino a 3.674 kg e trasportare fino a 714 kg.
La Sierra Denali aveva inizialmente, tra l'equipaggiamento di serie, il sistema a quattro ruote sterzanti Quadrasteer. Questo sistema riduceva notevolmente il raggio di sterzata e migliorava l'agilità di guida riducendo i tempi di passaggio da una corsia all'altra durante il traino di rimorchi. Nel 2005, la General Motors eliminò il sistema citato dall'intera gamma offerta, a causa delle basse vendite dovute al prezzo relativamente alto del sistema stesso.

### La Chevrolet Silverado SS

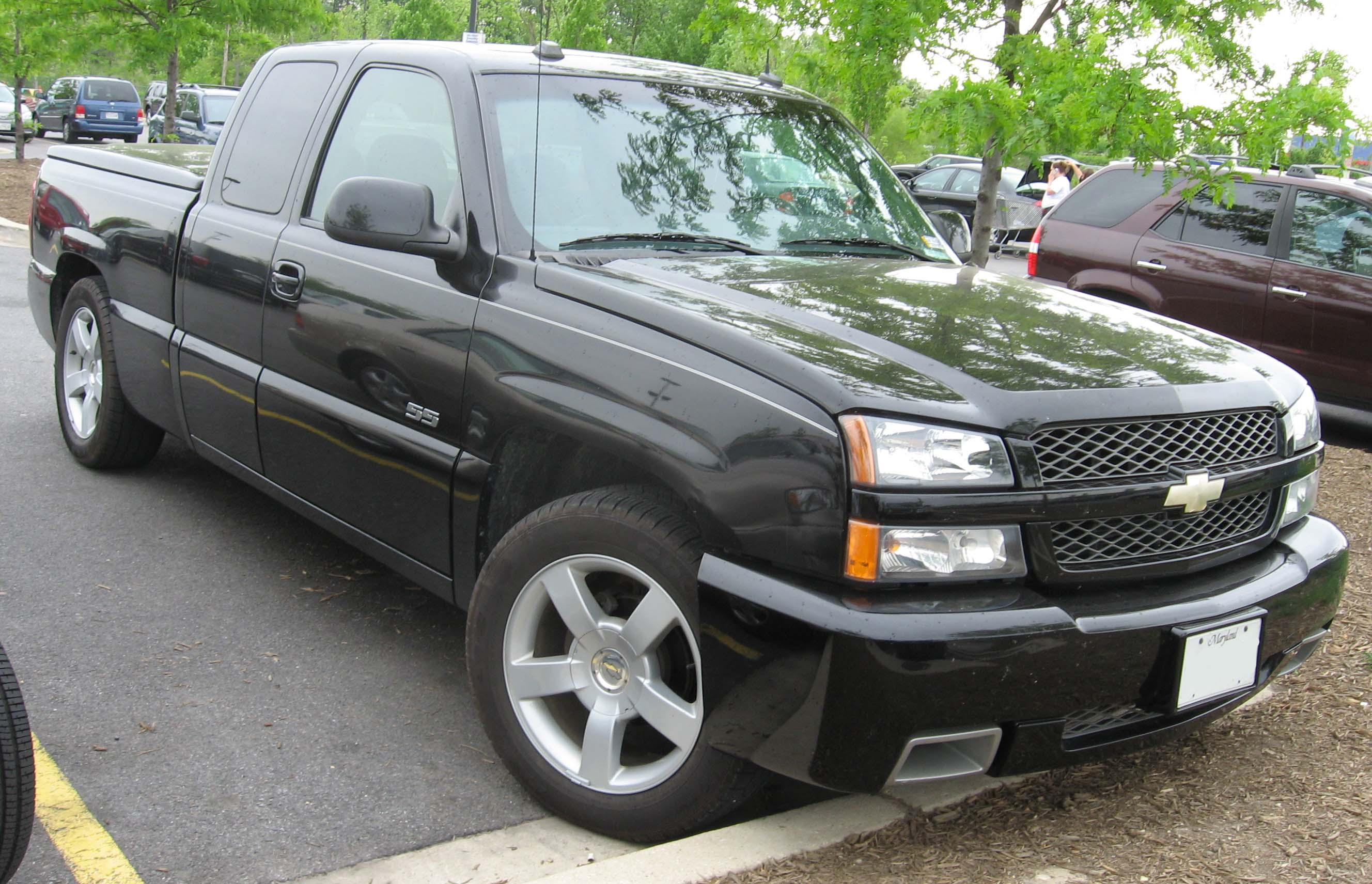
Una Silverado SS

Lanciato nel 2003, il Silverado SS è il pick-up ad alte prestazioni della Chevrolet. Basato sulla Silverado 1500, possiede un gruppo motopropulsore potenziato, oltre che degli interni ed una linea esterna aggiornati. Il motore installato è un V8 Vortec High-Output da 6 L, 345 CV a 5.200 giri al minuto e 515 N•m a 4.000 giri al minuto. Questo propulsore è il medesimo di quello utilizzato per la seconda serie della Cadillac Escalade. La Chevrolet e la GMC pubblicizzavano però il motore come "VortecMAX", mentre la Cadillac come "HO 6000". La SS debuttò con la trazione integrale di serie, ma in seguito venne proposto unicamente con trazione posteriore. Il Silverado SS fu offerto con le sospensioni Z60 ad alte prestazioni, e con delle ruote cromate da 20 pollici. Nel 2006, la Chevrolet commercializzò una versione speciale della Silverado SS, la "Intimidator SS".

### I pacchetti Vortec High Output e Vortec Max

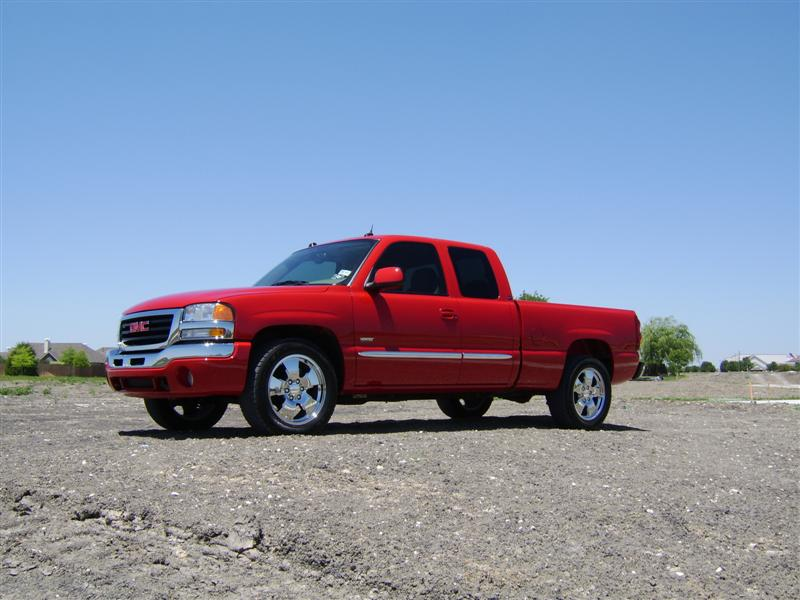
Una GMC Sierra del 2004 con il pacchetto VHO

Il pacchetto Vortec High Output (conosciuto come VHO dagli appassionati) fu introdotto nel 2004 in un mercato limitato (principalmente il Texas ed alcuni territori circostanti). Il pacchetto VHO (sotto il codice opzionale B4V) includeva diverse opzioni che in precedenza non era possibile trovare sul modello 1500 standard. Ordinando questo pacchetto era possibile avere il motore V8 LQ9 da 6 L di cilindrata (lo stesso usato sulla Silverado SS e sulla Cadillac Esclade). Questo propulsore erogava 345 CV di potenza a 5.200 giri al minuto, e 515 N•m di coppia a 4.000 giri al minuto, specifiche che condivideva con il Silverado SS. Il pacchetto includeva anche delle ruote speciali da 20 pollici. Il pacchetto B4V poteva essere ordinato con i veicoli a cabina estesa, con i light duty, con i Silverado a due ruote motrici o con i Sierra. Ciò fu la prima volta in cui un motore LQ9 fu disponibile per un modello con due sole ruote motrici.
Nel model year 2006 il pacchetto Vortec Max sostituì l'allestimento VHO (Vortec High Output). I due pacchetti erano abbastanza simili. Fu anche disponibile per modelli con cabina a due file di sedili (oltre che nelle versioni con cabina estesa), e i clienti poterono acquistare questi pick-up anche senza dover necessariamente richiedere la versione VHO.

### La versione ibrida

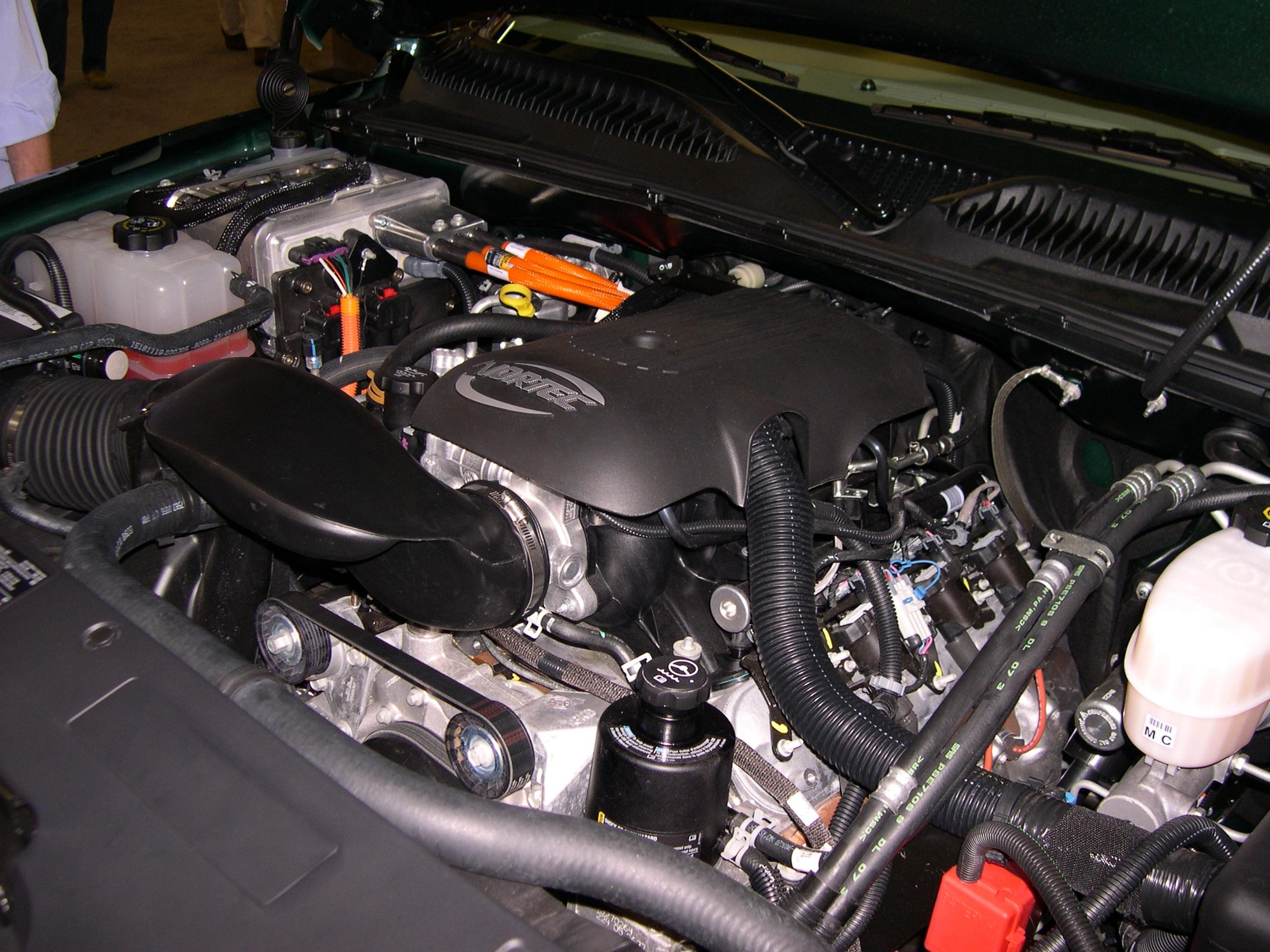
Il vano motore di un GMC Sierra Hybrid del 2006

La General Motors lanciò una versione ibrida della Silverado/Sierra nel 2005. È stato il primo veicolo ibrido offerto dalla General Motors. Essa è una versione mild hybrid (cioè ibrida, ma con il motore elettrico che contribuisce in maniera più leggera agli spostamenti), con il motore elettrico che alimenta solo gli accessori elettrici. Il sistema si spegne automaticamente quando il veicolo scende sotto i 21 km/h, ed utilizza energia elettrica per riattivarsi. Per accumulare energia, il modello possiede tre batterie ausiliarie da 14 V montate sotto i sedili posteriori. Come fonte di energia primaria, il modello usa un motore V8 Vortec 5300 da 5,3 L di cilindrata.
Il modello possiede quattro prese elettriche da 120 V e 20 A a corrente alternata montate sul cassone. Inoltre, le riserve supplementari di energia elettrica per gli accessori rendono questa versione ideale per il mercato delle costruzioni edili, dove i veicoli funzionano spesso al minimo per ore.
All'inizio, la disponibilità fu estremamente limitata, con gli acquirenti che per scopi commerciali se ne accaparrarono le prime quantità. Più tardi, il modello è stato offerto anche in Alaska, California, Florida, Nevada, Oregon, e Washington. Dal 2006 questa versione ibrida è disponibile in tutti gli Stati Uniti.

### La versione Heavy Duty
La variante HD è la versione heavy duty (cioè ad alta capacità di carico). In sostanza, è una versione allungata e irrobustita dei Silverado/Sierra. È disponibile per i modelli 1500HD, 2500HD e 3500.
Il 1500HD, introdotto nel 2001, ha installato un motore V8 Vortec 6000 da 6 L di cilindrata, 300 CV a 5.200 giri al minuto e 488 N•m a 4.000 giri al minuto, che era accoppiato ad cambio automatico Hydra-Matic 4L80E a quattro rapporti.
Il modello 2500HD era anche offerto con il propulsore V8 Duramax da 6,6 L, che erogava 360 CV a 3.000 giri al minuto e 746 N•m a 1.600 giri al minuto. Inoltre, era disponibile il motore V8 Vortec 8100 da 8,1 L, 365 CV a 4.200 giri al minuto e 617 N•m 3.200 giri al minuto. La versione 2500 HD era disponibile con un cambio a cinque rapporti (sei velocità per i modelli del 2006 e del 2007) Allison 1000.
Il Silverado 3000 era dotato dello stesso motore e della stessa trasmissione del 2500HD, anche se era equipaggiato con ruote gemellate al retrotreno e possedeva delle sospensioni ed un assale più robusti. I modelli HD erano utilizzati generalmente per operazioni di traino e per il trasporto di materiale di grande peso.

### Motorizzazioni
| Modello                                | Anni             | Motore                     | Potenza | Coppia |
| -------------------------------------- | ---------------- | -------------------------- | ------- | ------ |
| 1500                                   | 1998-2003        | 4.3 L Vortec 4300 V6       | 200 CV  | 260 Nm |
| 1500                                   | 2004-2006        | 4.3 L Vortec 4300 V6       | 195 CV  | 260 Nm |
| 1500                                   | 1998-1999        | 4.8 L Vortec 4800 V8       | 255 CV  | 285 Nm |
| 1500                                   | 2000-2003        | 4.8 L Vortec 4800 V8       | 270 CV  | 285 Nm |
| 1500                                   | 2004-2007        | 4.8 L Vortec 4800 V8       | 285 CV  | 295 Nm |
| 1500                                   | 1998-1999        | 5.3 L Vortec 5300 V8       | 270 CV  | 315 Nm |
| 1500                                   | 2000-2003        | 5.3 L Vortec 5300 V8       | 285 CV  | 325 Nm |
| 1500                                   | 2004-2007        | 5.3 L Vortec 5300 V8       | 295 CV  | 335 Nm |
| 1500                                   | 2005-2007        | 5.3 L Vortec 5300 V8       | 310 CV  | 454 Nm |
| 1500HD/2500HD/3500HD                   | 1999-2006        | 6.0 L Vortec 6000 V8       | 300 CV  | 360 Nm |
| 1500HD/2500HD/3500HD                   | 2001-2003        | 8.1 L Vortec 8100 V8       | 340 CV  | 455 Nm |
| 1500HD/2500HD/3500HD                   | 2004-2006        | 8.1 L Vortec 8100 V8       | 330 CV  | 450 Nm |
| 1500HD/2500HD/3500HD                   | 2001-2002 w/ LQY | 8.1 L Vortec 8100 V8       | 270 CV  | 400 Nm |
| 1500HD/2500HD/3500HD                   | 2001-2002 w/ LQQ | 8.1 L Vortec 8100 V8       | 210 CV  | 325 Nm |
| 1500HD/2500HD/3500HD                   | 2002-2005 w/ LRW | 8.1 L Vortec 8100 V8       | 325 CV  | 450 Nm |
| 1500HD/2500HD/3500HD                   | 2002-2006 w/ LRZ | 8.1 L Vortec 8100 V8       | 295 CV  | 440 Nm |
| 1500HD/2500HD/3500HD                   | 2002-2006 w/ LQR | 8.1 L Vortec 8100 V8       | 225 CV  | 350 Nm |
| 1500HD/2500HD/3500HD                   | 2000-2004        | 6.6 L Duramax (LB7/LLY) V8 | 300 CV  | 520 Nm |
| 1500HD/2500HD/3500HD                   | 2005-2006 w/ MTX | 6.6 L Duramax (LB7/LLY) V8 | 300 CV  | 520 Nm |
| 1500HD/2500HD/3500HD                   | 2005-2006 w/ ATX | 6.6 L Duramax (LB7/LLY) V8 | 310 CV  | 605 Nm |
| 1500HD/2500HD/3500HD                   | 2006-2007        | 6.6 L Duramax (LBZ) V8     | 360 CV  | 881 Nm |
| GMC Sierra C3                          | 2000-2001        | 6.0 L Vortec 6000 V8       | 325 CV  | 370Nm  |
| GMC Sierra Denali                      | 2002-2004        | 6.0 L Vortec 6000 V8       | 325 CV  | 370Nm  |
| GMC Sierra Denali                      | 2004-2006        | 6.0 L Vortec 6000 V8       | 345 CV  | 380 Nm |
| Chevrolet Silverado SS                 | 2002-2006        | 6.0 L Vortec 6000 V8       | 345 CV  | 380 Nm |
| Chevrolet Silverado Vortec High Output | 2003-2005        | 6.0 L Vortec 6000 V8       | 345 CV  | 380 Nm |
| Chevrolet Silverado VortecMAX          | 2005-2006        | 6.0 L Vortec 6000 V8       | 345 CV  | 380 Nm |

## La seconda serie: (GMT900; 2007-2014)
La nuova serie del Silverado/Sierra è stata lanciata alla fine del 2006 per il model year 2007, e si basa sul pianale GMT900. La linea della carrozzeria, gli interni, il telaio e le sospensioni sono stati riprogettati, così come alcuni motori. Questa nuova generazione ha ereditato alcune caratteristiche dai SUV del gruppo basati sullo stesso pianale, e sulla Chevrolet Colorado. Come i SUV menzionati, il nuovo Silverado/Sierra possiede un'aerodinamica migliorata rispetto ai loro predecessori, grazie al parabrezza fortemente inclinato e alla riduzione del gioco fra i lamierati, che contribuiscono a ridurre i consumi. I modelli su base GMT800 continuarono ad essere proposti anche nel 2007 come versioni Classic, mentre le versioni su base GMT400 proseguirono per un anno dopo l'introduzione delle versioni GMT800.
Nel 2007, il nuovo Silverado fu nominato pick-up dell'anno in Nordamerica da una giuria di giornalisti specializzati, e venne insignito del titolo di pick-up dell'anno dalla rivista Motor Trend. Come per la serie precedente, il nuovo Silverado era offerto con una scelta fra tre diverse cabine: cabina corta a due porte, cabina estesa a quattro porte e cabina per il trasporto passeggeri a quattro porte. La General Motors offriva il modello nelle tradizionali versioni a due o quattro ruote motrici.
I motori della generazione precedenti sono stati sostituiti da una nuova serie di propulsori più potenti. Sono stati confermati il motore V6 da 4,3 L ed i V8 da 4,8 L, 5,3 L e 6 L (che erogavano, rispettivamente, 195 CV, 295 CV, 315 CV e 363 CV di potenza). Inoltre, nel 2007 è stato introdotto, per il Silverado LTZ e per il GMC Sierra Denali, un motore V8 da 6,2 L da 403 CV di potenza e 565 N•m di coppia. Una mancanza degna di nota è stata che il motore V8 big-block da 8,1 L non viene più proposto sulla versione Heavy Duty, e non è stato annunciato nessun motore a sostituirlo.
Nel 2009 è stato introdotto un veicolo ibrido a due modalità di funzionamento, che ha sostituito i modelli ibridi della serie GMT800, offerti fino al 2007. Quindi, nel 2008 la linea Silverado/Sierra non ha avuto nella gamma dei veicoli con queste caratteristiche.
La maggior parte dei modelli GMT900 continua a montare il cambio a quattro rapporti che era installato sulla serie precedente. Un moderno cambio 6L80 a sei rapporti è tra l'equipaggiamento standard della GMC Sierra Denali, mentre la simile trasmissione 6L90 è montata sui modelli Heavy Duty.
Sono presenti due opzioni per il cruscotto. Il primo, di aspetto lussuoso, imita da vicino il cruscotto dei SUV su base GMT900, mentre il secondo, verticale, è più pratico perché consente di ricavare spazio per un terzo passeggero centrale di fronte alla consolle.
Dal 2008 la General Motors non offre più negli Stati Uniti ed in Canada i pick-up con cambio manuale. Quest'ultimo è invece disponibile solo in Messico sui Silverado 1500 con motore V6, e sul Silverado 3500.
Tutte le versioni del Silverado ed i Sierra Light Duty sono stati oggetto di un restyling nel 2009 e nel 2010.
Nel 2013 la Chevrolet ha presentato un concept basato sul modello Silverado denominato Black Ops presso il Fair State svoltosi in Texas. Fornito di un propulsore 5.3 V8 EcoTec dalla potenza di 355 cv e dalla coppia di 522 Nm, il Black ha in dotazione diversi accessori per la sopravvivenza estrema, come verricello, modanature di protezione e pianale equipaggiato con cassetti che contengono un kit per l'alimentazione solare, maschere antigas, guanti da lavoro, una cassetta di pronto soccorso militare, una pala pieghevole, una corda, un gruppo elettrogeno e taniche per il carburante.

### Motorizzazioni
| Modello          | Anni      | Motore               | Potenza | Coppia |
| ---------------- | --------- | -------------------- | ------- | ------ |
| 1500             | 2007-2013 | 4.3 L Vortec 4300 V6 | 195 CV  | 260 Nm |
| 1500             | 2007-2008 | 4.8 L Vortec 4800 V8 | 295 CV  | 305 Nm |
| 1500             | 2009      | 4.8 L Vortec 4800 V8 | 295 CV  | 305 Nm |
| 1500             | 2010-2013 | 4.8 L Vortec 4800 V8 | 302 CV  | 305 Nm |
| 1500             | 2007-2009 | 5.3 L Vortec 5300 V8 | 315 CV  | 338 Nm |
| 1500             | 2010-2013 | 5.3 L Vortec 5300 V8 | 315 CV  | 335 Nm |
| 1500             | 2007-2008 | 6.0 L Vortec 6000 V8 | 367 CV  | 375 Nm |
| 1500             | 2009      | 6.0 L Vortec 6000 V8 | 367 CV  | 375 Nm |
| 1500             | 2009-2013 | 6.2 L Vortec 6200 V8 | 403 CV  | 417 Nm |
| 2500HD/3500HD    | 2007-2008 | 6.0 L Vortec 6000 V8 | 353 CV  | 373 Nm |
| 2500HD/3500HD    | 2009-2014 | 6.0 L Vortec 6000 V8 | 360 CV  | 380 Nm |
| 2500HD/3500HD    | 2007-2010 | 6.6 L Duramax V8     | 365 CV  | 660 Nm |
| 2500HD/3500HD    | 2011-2014 | 6.6 L Duramax V8     | 397 CV  | 765 Nm |
| Silverado XFE    | 2009      | 6.0 L Vortec 6000 V8 | 332 CV  | 367 Nm |
| Silverado Hybrid | 2009-2013 | 6.0 L Vortec 6000 V8 | 332 CV  | 367 Nm |

## Applicazioni militari
Una versione militare del Silverado del 2003, chiamato MILCOTS (cioè "Militarized Commercial Off-The-Shelf" o, colloquialmente, "Milverado") è stato fornito all'esercito canadese.